# Cacequi
Cacequi is een gemeente in de Braziliaanse deelstaat Rio Grande do Sul. De gemeente telt 13.578 inwoners (schatting 2009).

## Aangrenzende gemeenten
De gemeente grenst aan Alegrete, Dilermando de Aguiar, Rosário do Sul, São Gabriel, São Pedro do Sul en São Vicente do Sul.

## Verkeer en vervoer
De plaats ligt aan de weg RS-640.